# Shelardi
Shelardi var en mångudinna i mytologin hos Urartufolket i dåvarande Armenien (nuvarande Turkiet).